# Ulvöhamn

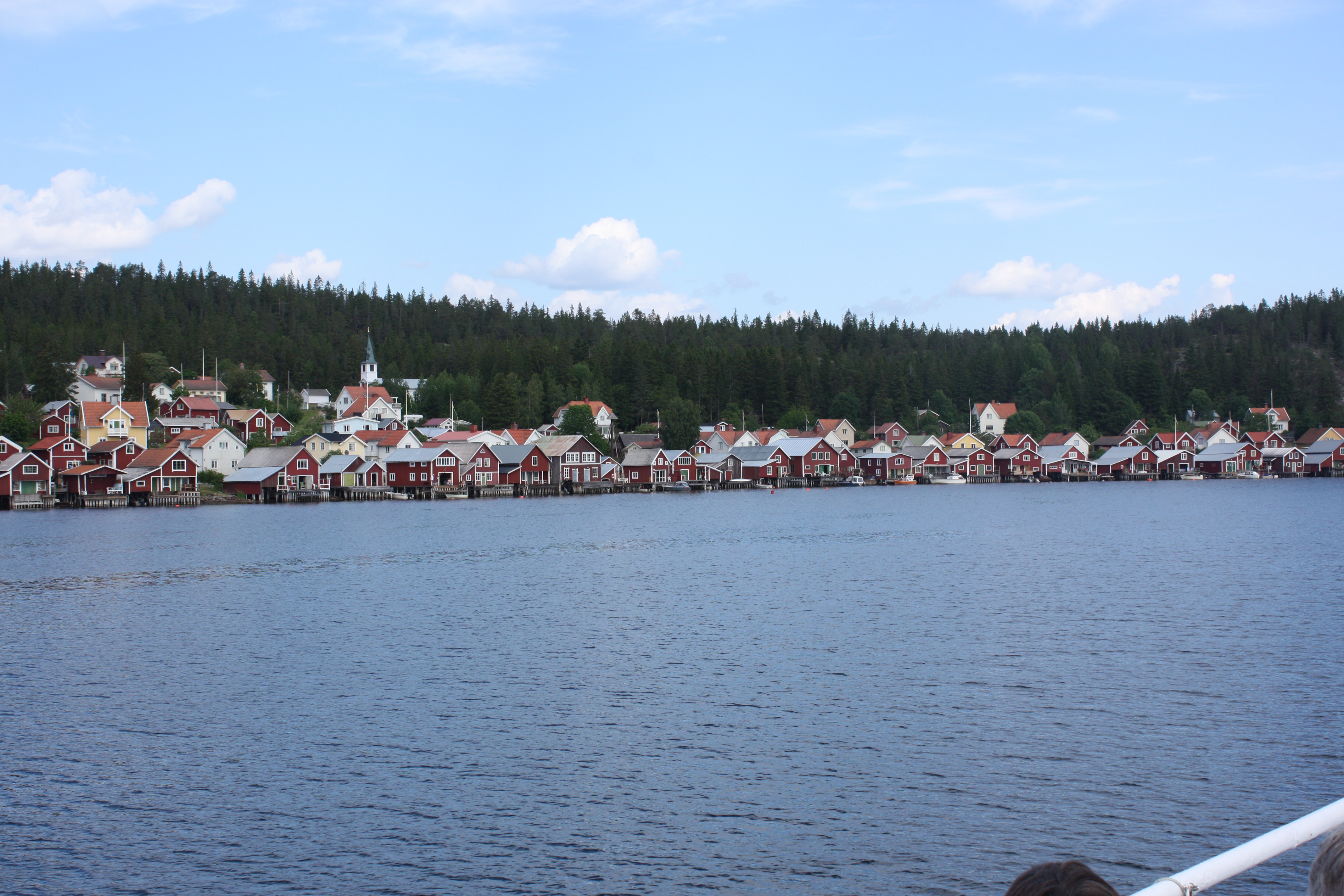
Ulvöhamn vom Wasser aus

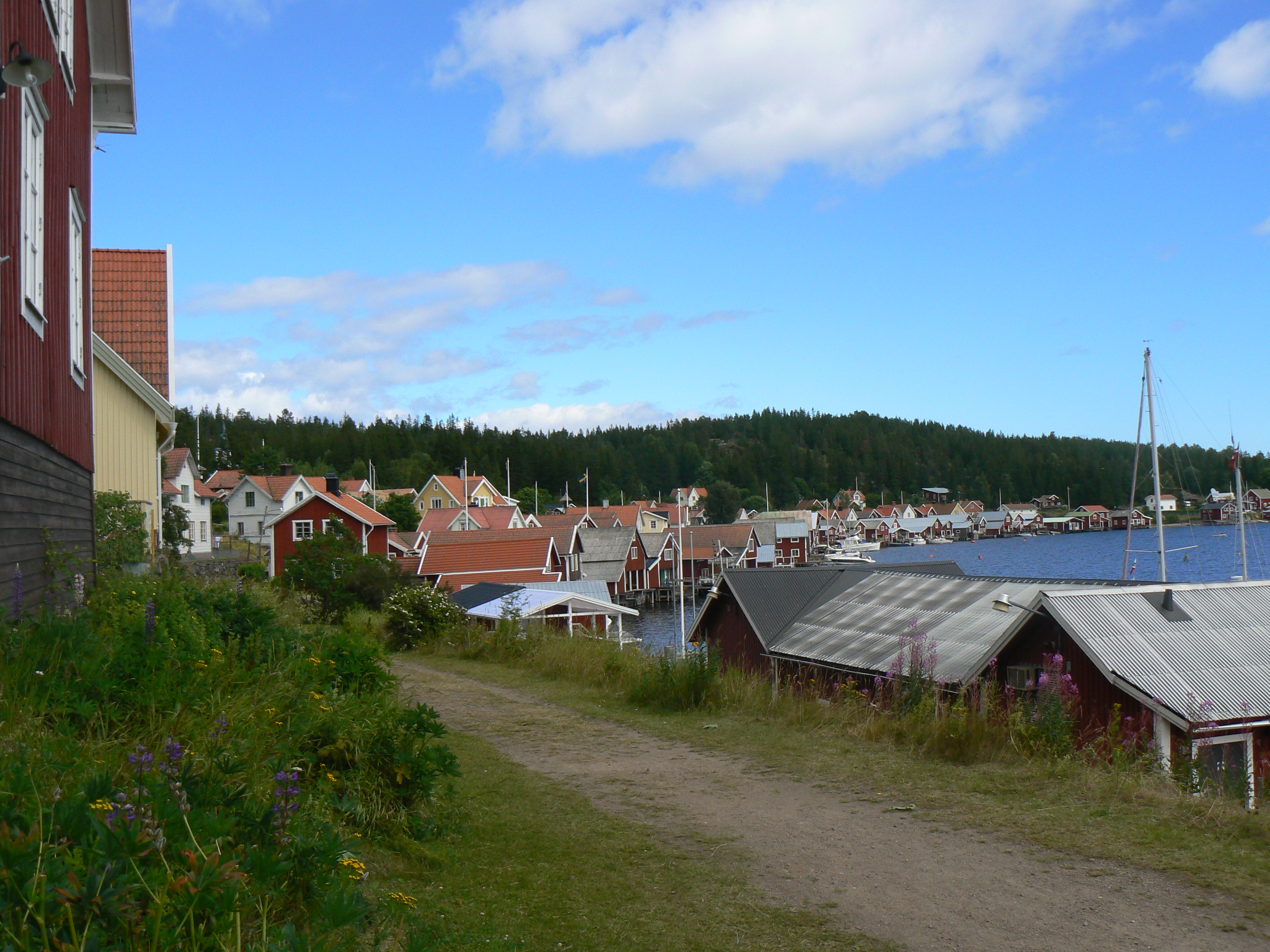
Blick durch den Ort

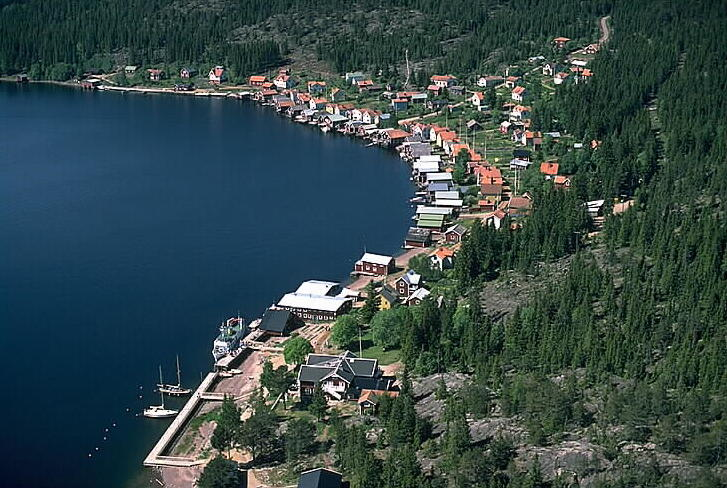
Ulvöhamn Luftbild

Ulvöhamn ist ein altes Fischerdorf auf der Insel Norra Ulvön, im Schärengarten der schwedischen Gemeinde Örnsköldsvik. Zu Zeiten der Gävlefischer war Ulvöhamn deren wichtigster Stützpunkt. Der Ort liegt am Ulvösundet, ein schmaler Sund der die beiden Inseln Norra Ulvön und Södra Ulvön voneinander trennt. Die Lage ist sehr geschützt, weshalb die Gävlefischer dort mindestens seit Anfang des 17. Jahrhunderts fischten. 

## Geschichte
Im Jahr 1613 wohnten sieben Fischer mit ihren Familien in Ulvöhamn. Im Jahr 1622 wurde die Ulvö gamla kapell gebaut, das älteste erhaltene Holzgebäude Ångermanlands. Laut im Jahr 1704 durchgeführten Vermessungen standen zu dieser Zeit 32 Schuppen in Ulvöhamn, die lokale Bauern an die Gävlefischer vermieteten. Oberhalb der Schuppen befanden sich Wirtschaftsgebäude und einfache Wohnhaus, mit nur einem Zimmer. In der Mitte des Dorfes stand ein großes Gehege, worin die Ziegen der Gävlefischer nachts eingesperrt wurden.
Als die Gävlefischer nicht länger in ihre Fischerdörfer fuhren wurde die Bevölkerung Ulvöhamns dort das ganze Jahr über sesshaft, 1905 wohnten hier 184 Personen. Im Sommer wohnten bis zu 250 Personen im Dorf. Die ursprünglichen 32 Schuppen waren zu Bootshäusern umgebaut worden, dazu kamen noch zwei Neubauten. Bis Anfang des 20. Jahrhunderts waren nur eine Handvoll der Gebäude in Ulvöhamn gestrichen, nun bekamen alle nach und nach einen falunroten Anstrich. Die Wohnhäuser waren deutlich geräumiger als zu Zeiten der Gävlefischer geworden, mit Wohnzimmer, Küche und Schlafzimmer. Die meisten Bewohner Ulvöhamns waren weiterhin Fischer, oberhalb des Dorfes bauten diese zusätzlich Kartoffeln und Hopfen an. Einige Familien hatten noch Ziegen, die meisten aber hatten sich stattdessen Kühe angeschafft.
Ulvöhamn war das Zentrum der Produktion von Surströmming, im Jahr 1890 wurden 13.000 3-Liter-Fässer mit Surströmming verkauft. Das Unternehmen Ulvö Salteribolag begann 1899 Surströmming in Büchsen einzulegen, die Produktionskapazität lag bei 500 bis 600 Büchsen pro Tag. Ab 1900 fuhren immer mehr Dampfschiffe die Küste Ångermanlands entlang, mit diesen konnte der produzierte Surströmming auch an entfernte Kunden verkauft werden. In den Jahren 1904 bis 1905 wurde ein Hotel errichtet, und Ulvöhamn wurde zum Urlaubsziel. Infolgedessen begann die Einwohnerzahl zu sinken, junge Leute gingen aufs Festland, um dort zu leben und arbeiten.
In den 1940er Jahren waren drei Surströmmingsfabriken in Betrieb, sie produzierten bis zu 1,3 Millionen Büchsen jährlich. Aufgrund finanzieller Probleme wurde die letzte große Surströmmingsfabrik 1983 stillgelegt, heute werden nur noch kleine Mengen hergestellt. 1971 wurde die Grundschule im Dorf geschlossen. In Ulvöhamn wohnen noch knapp 50 Personen ganzjährig, im Sommer wird das Dorf von Touristen besucht. In der Hauptsaison gibt es täglich mehrere Fährverbindungen nach Köpmanholmen und Ullånger, im Winter nur einmal täglich.